# Beautemps-Beaupré (A 758)
La Beautemps-Beaupré (A 758) è, secondo la terminologia francese, una nave idrografica e oceanografica (in francese: Bâtiment hydro-océanographique - BHO). L'hull classification symbol è AGOR in inglese Oceanographic Research Ship. La nave è in servizio con la Marine nationale ed opera a profitto del Service hydrographique et océanographique de la Marine (SHOM), il servizio idrografico e oceanografico della Marina. La nave porta il nome di Charles-François Beautemps-Beaupré (1766-1854), il padre dell'idrografia francese e moderna.

## Storia

### Costruzione
La Beautemps-Beaupré è stata costruita da Alstom Leroux Naval (filiale di Alstom marine, Chantiers de l'Atlantique) sulla base della nave di ricerche Thalassa dell'Ifremer, ma è stata allungata di 5 metri per le esigenze specifiche della Marine nationale.
La Beautemps-Beaupré sostituisce L'Espérance (A 756), utilizzata dal 1969 al 2000, e la D'Entrecasteaux (P 674), utilizzata dal 1971 al 2003.
Il costo totale della nave è valutato in 76 milioni di euro. Il finanziamento è assicurato al 95% dalla Marine nationale e al 5% dall'Ifremer; a differenza della Pourquoi pas? che è finanziata al 55% dall'Ifremer e al 45 dalla Marine nationale.

La nave è quindi utilizzata dallo SHOM per 300 giorni all'anno e dall'Ifremer per 10 giorni all'anno; viceversa la Pourquoi pas? è utilizzata dallo SHOM per 150 giorni all'anno e dall'Ifremer per 180 giorni all'anno.

### Missioni
Le sue principali missioni portano sull'idrografia, la batimetria e l'oceanografia, sia costiere che d'altura, in particolare nel Nord Atlantico.
In materia di idrografia e oceanografia militare: la nave contribuisce alla conoscenza fisica, biologica, chimica e geologica dei mari e dei fondali marini.

In materia di idrografia generale: lo SHOM contribuisce al miglioramento delle conoscenze oceanografiche generali nella misura in cui esse interessano alla Difesa.

L'obiettivo è di disporre di una conoscenza sempre più precisa dell'ambiente marino.
Le missioni secondarie della Beautemps-Beaupré consistono a:
- Sperimentare dei nuovi metodi di misura o di ricerca utilizzando dei nuovi strumenti nei quali l'acustica sottomarina è suscettibile di avere un ruolo importante;
- Permettere, a l'occasione, la messa in opera di strumenti rimorchiati per dei test a profitto della marina;
- Effettuare delle missioni di presenza a profitto della marina;
- Effettuare dei lavori oceanografici a profitto dell'Ifremer (10 giorni all'anno).

## Descrizione

### Equipaggiamenti elettronici
- 2 radar Kongsberg ARPA
- Sistema di trasmissioni per satellite Inmarsat
- Sistema di trasmissioni delle informazioni SDIV

### Equipaggiamenti scientifici
- Sonde multi fasce grandi fondali (Simrad EM 120, da 200 a 10.000 metri)
- Sonde multi fasce piccoli fondali (Simrad EM 120, da 10 a 600 metri)
- Sonde verticali grandi fondali (Simrad EA 600)
- Sonde verticali piccoli fondali (Simrad EA 400)
- Sonda laterale rimorchiata
- Acoustic Doppler current profiler (da 38 a 150 kHz)
- Gravimetro, celerimetro, batitermografo, magnetometro batisonda (misure della pressione, temperatura, conduttività, ect.)
- L'insieme dei sensori acustici è collocato sotto la chiglia in una nacella chiamata gondole..